# 구민
구민(具珉, 1932년 1월 25일 ~ )은 대한민국의 전직 성우이다. 한국방송 성우극회 소속. 1948년 KBS 특채로 입사했다.

## 생애
만 15세 때인 1947년 2월, 청년극회 소속으로써 연극 배우 첫 데뷔한 그는 이듬해 1948년 1월, 서울중앙방송(현재의 KBS 한국방송공사) 특채 성우로 입사하였고 그 후 본격적인 성우 생활을 하면서 노인 역할에 뛰어남을 보였으며, 특히 이승만 대통령 역의 성대 구사는 유명하여 각 방송극에서 이승만 대통령의 역할을 담당하였다. 1973년에는 고은정과 함께 한국방송대상 성우상을 공동 수상했다.

## 출연 작품

### 라디오 드라마
1987년
- 《김삿갓 북한방랑기》(김삿갓 역)

년도 불명
- 불교방송《고승열전》(해설)

### 텔레비전 드라마
1976년
- 《부리부리박사》(부리부리박사 역)

### 애니메이션 영화
1967년
- 《호피와 차돌바위》(호피 역)

## 같이 보기
- 한국방송 성우극회